# Jaleswar
Jaleswar ist eine Kleinstadt im indischen Bundesstaat Odisha.
Die Stadt ist Teil des Distrikts Baleswar. Jaleswar hat den Status eines Notified Area Committee. Die Stadt ist in 17 Wards gegliedert. Sie hatte am Stichtag der Volkszählung 2011 insgesamt 25.747 Einwohner, von denen 13.095 Männer und 12.652 Frauen waren. Hindus bilden mit einem Anteil von ca. 84 % die größte Gruppe der Bevölkerung in der Stadt gefolgt von Muslimen mit ca. 10 % und Christen mit ca. 3 %. Die Alphabetisierungsrate lag 2011 bei 81,46 %.
Die Stadt ist durch einen Bahnhof mit dem nationalen Schienennetz verbunden.
Der Chandaneswar-Tempel lockt Pilger und Touristen an.